# NGC 6929
NGC 6929 (również PGC 64949) – galaktyka spiralna (S0-a), znajdująca się w gwiazdozbiorze Orła. Odkrył ją John Herschel 21 lipca 1827 roku.